# Super Cassette Vision
Super Cassette Vision (スーパーカセットビジョン Suupaa Kasetto Bijon?) es una consola de videojuegos hecha por Epoch Co. y lanzada en Japón el 17 de julio de 1984, y en Europa, específicamente en Francia, más tarde en 1984. Sucesor de Cassette Vision, compitió con la Family Computer de Nintendo y el SG-1000 de Sega en Japón.

## Historia
El Cassette Vision original de Epoch fue introducido en Japón por Epoch en 1981, que tuvo ventas constantes y se hizo cargo del 70% del mercado japonés de consolas domésticas en ese momento, con alrededor de 400,000 unidades vendidas. Sin embargo, la introducción de los sistemas de próxima generación de Nintendo, Casio y Sega rápidamente retrasó el Cassette Vision original, lo que llevó a Epoch a desarrollar rápidamente un sucesor. El Super Cassette Vision fue lanzado en 1984, con un procesador de 8 bits y un mejor rendimiento más en línea con sus competidores. Más tarde fue lanzado en Francia por ITMC bajo la marca Yeno. Al menos 16 juegos fueron traídos de Japón para un lanzamiento europeo. Una versión del sistema apuntó al mercado femenino joven, la Super Lady Cassette Vision. La consola venía empaquetada en un estuche rosa, junto con el juego Milky Princess. El sistema no despegó y no pudo igualar la popularidad masiva de la Famicom de Nintendo, lo que llevó a Epoch a abandonar el mercado de consolas en 1987.

## Especificaciones técnicas

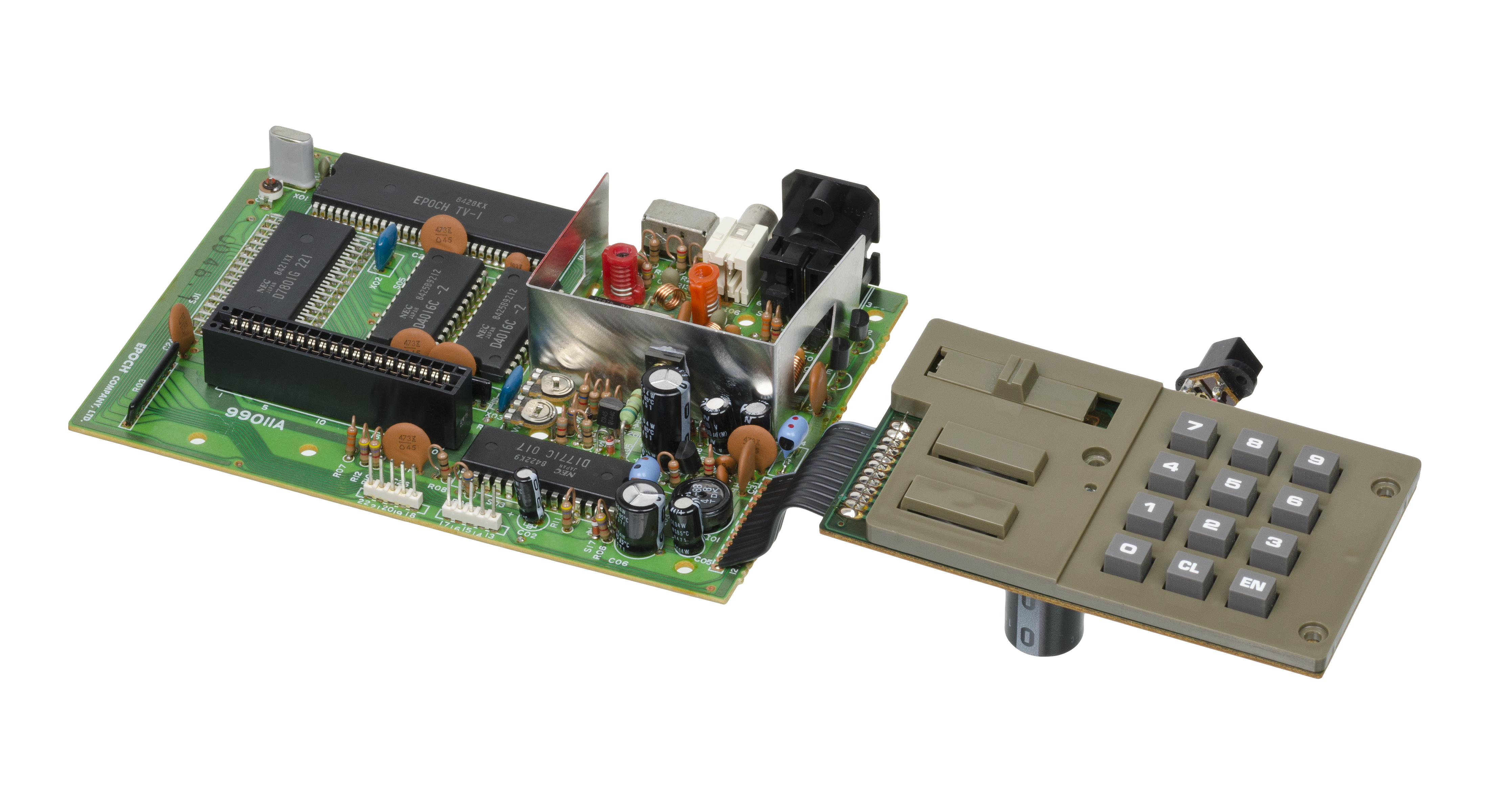
La placa base y el teclado del Super Cassette Vision.

- CPU: Microcontrolador NEC PD7801G de 8 bits[6]
- RAM: 128 bytes (interno a la CPU)
- ROM: 4 KB (interno a la CPU)
- Procesador de video: EPOCH TV-1
- VRAM: 4 KB (2 × µPD4016C-2) + 2 KB (EPOCH TV-1 interno)
- Colores: 16
- Sprites: 128
- Video: 309×246
- Procesador de audio: PD1771C @ 6 MHz
- Audio: 1 canal (tono, ruido o PCM de 1 bit)
- Controles: 2 joysticks cableados

## Juegos
- 1. Astro Wars - Invaders from Space
- 2. Astro Wars II - Battle in Galaxy
- 3. Super Golf
- 4. Super Mahjong
- 5. Super Base Ball
  - Giants Hara Tatsunori no Super Base Ball
- 6. Punch Boy
- 7. Elevator Fight
- 8. Lupin III
- 9. Nebula
- 10. Wheelie Racer
- 11. Boulder Dash
- 12. Miner 2049er
- 13. Super Soccer
- 14. Comic Circus
- 15. Milky Princess
- 16. Pop and Chips
- 17. Nekketsu Kung-Fu Road
- 18. Star Speeder
- 19 TonTon Ball
- 20. Super Sansu-Puter
- 21. Shogi Nyuumon
- 22. Doraemon
- 23. BASIC Nyuumon (incluye cuatro juegos básicos)
- 24. Dragon Slayer
- 25. Rantou Pro-Wrestling
- 26. WaiWai(Y2) Monster Land
- 27. Dragon Ball: Dragon Daihikyō
- 28. Mappy
- 29. Sky Kid
- 30. Pole Position II

### Juegos inéditos
- Black Hole
- Super Derby
- Super Rugby